# Koppenhága
Koppenhága (dánul:  København) Dánia fővárosa és 667 099 lakosával az ország legnépesebb városa. Sjælland és Amager szigetén fekszik.
Az először a 11. században említett település a 15. század elején lett Dánia fővárosa. A 17. században, IV. Keresztély dán király uralkodása alatt jelentős regionális központtá fejlődött. Az Øresund híd elkészülte (2000) után Koppenhága az egyre erőteljesebben integrálódó Øresund régió központjává vált, és a svédországi Malmővel egyre inkább egységes várostérséget alkot.
Koppenhága számos nemzetközi felmérés és rangsor alapján fontos kulturális, üzleti, média és tudományos központ. A legfontosabb gazdasági szektorok az élettudományok, az információs technológia és a szállítás; a kutatás-fejlesztés jelentős szerepet játszik a város gazdaságában. Stratégiai elhelyezkedése és kiváló infrastruktúrája – többek között Skandinávia legforgalmasabb repülőtere, amely a városközponttól vasúton 14 perc alatt elérhető – regionális központtá, regionális székhelyek és konferenciák kedvelt helyszínévé tette.
Több különböző felmérés is a legmagasabb életminőséget kínáló városok közé sorolta. A világ egyik legkörnyezetbarátabb városának is tartják. A belső kikötőben olyan tiszta a víz, hogy úszni lehet benne, a lakosok 35%-a pedig kerékpárral jár munkába, naponta összesen 1,2 millió kilométert tekerve.
Az ezredforduló óta Koppenhága gyors város- és kulturális fejlődésen megy keresztül. Ez részben a kulturális létesítményekbe és infrastruktúrába való nagyszabású befektetéseknek, valamint sikeres formatervezők, mesterszakácsok és építészek új hullámának köszönhető. 2010-ben Koppenhága a világ 10. legdrágább városa a Forbes magazin szerint.

## Földrajz
Koppenhága Sjælland keleti partján, részben Amager szigetén, valamint egy sor a kettő között fekvő kisebb-nagyobb szigeten (Slotsholmen, illetve a Holmen szigetei) fekszik. Keleti irányból az Øresund (A Dániát Svédországtól elválasztó, a Balti-tengert az Északi-tengerrel összekötő tengerszoros) határolja. A szoros túlpartján a svéd Malmö és Landskrona városok találhatók.
A város az Øresund régiónak is része, amely a dán oldalon Sjælland, Lolland, Falster, Møn és Bornholm szigeteket, Svédországban pedig Skåne megyét foglalja magában.

### Éghajlat
Az éghajlatra négy jól elkülönülő évszak jellemző. A hőmérséklet az év folyamán jelentősen változik, különösen a téli időszakban. A legmelegebb hónap a július csaknem 20 °C-os középhőmérséklettel, a leghidegebb pedig a február 0 °C alatti átlaggal.
| Hónap                         | Jan. | Feb. | Már. | Ápr. | Máj. | Jún. | Júl. | Aug. | Szep. | Okt. | Nov. | Dec. | Év   |
| ----------------------------- | ---- | ---- | ---- | ---- | ---- | ---- | ---- | ---- | ----- | ---- | ---- | ---- | ---- |
| Átlagos max. hőmérséklet (°C) | 2,0  | 3,0  | 6,0  | 11,0 | 16,0 | 19,0 | 21,0 | 21,0 | 17,0  | 12,0 | 6,0  | 4,0  | 11,6 |
| Átlaghőmérséklet (°C)         | 0,1  | −0,1 | 2,0  | 5,7  | 10,9 | 15,1 | 16,4 | 16,3 | 13,2  | 9,5  | 5,1  | 1,8  | 8,0  |
| Átlagos min. hőmérséklet (°C) | −1,0 | −2,0 | 0,0  | 3,0  | 7,0  | 11,0 | 13,0 | 13,0 | 10,0  | 7,0  | 3,0  | 0,0  | 5,4  |
| Átl. csapadékmennyiség (mm)   | 28   | 20   | 20   | 22   | 29   | 38   | 38   | 42   | 42    | 37   | 32   | 28   | 375  |
| Havi napsütéses órák száma    | 45   | 67   | 110  | 168  | 217  | 218  | 202  | 193  | 133   | 90   | 55   | 42   | 1540 |
| Forrás:                       |      |      |      |      |      |      |      |      |       |      |      |      |      |

### Parkok

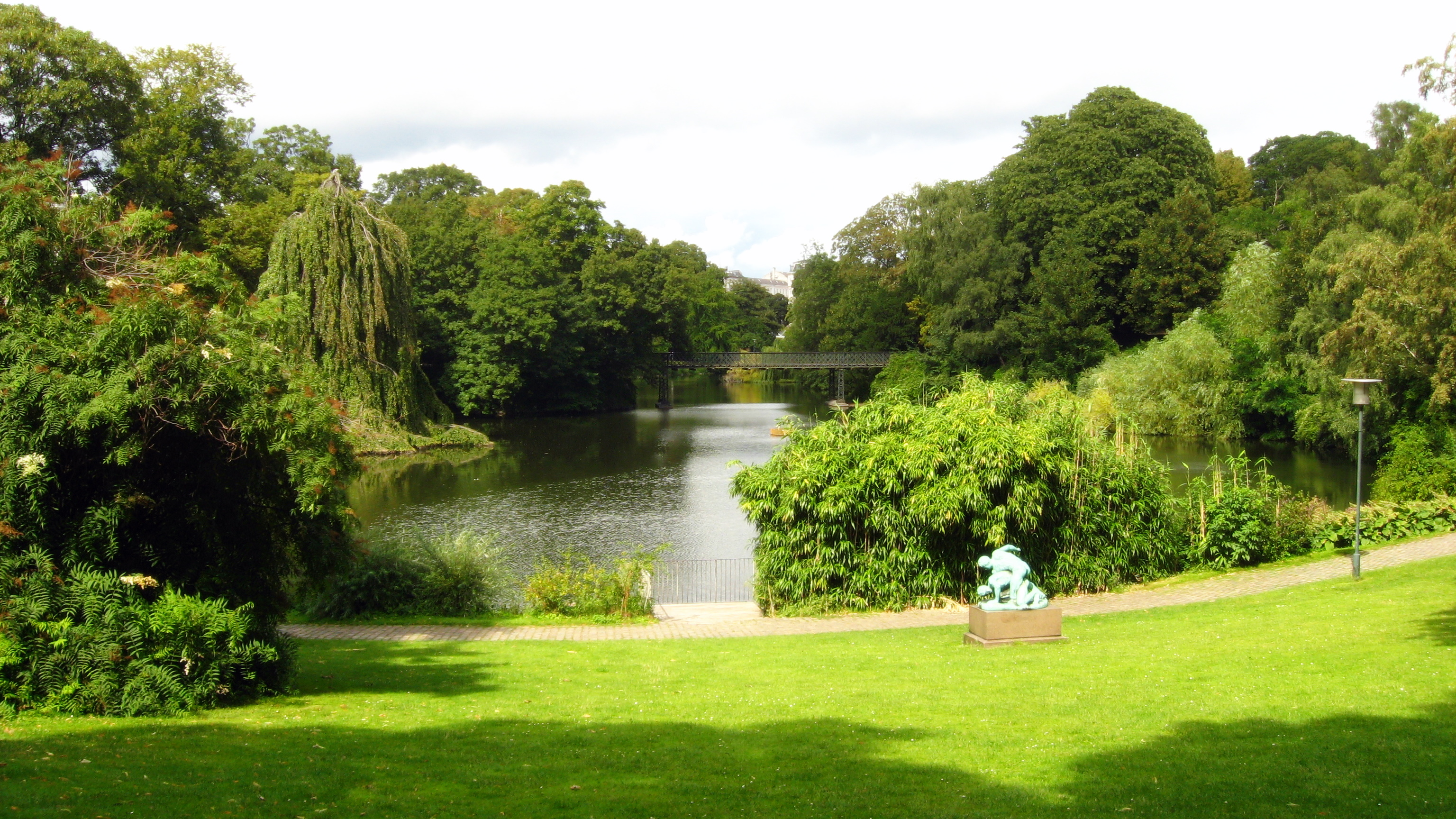
Ørstedsparken

Koppenhágában sok kisebb-nagyobb park található. Ilyen például a Rosenborg kastély parkja, a Kongens Have, amely az ország legrégebbi királyi parkja; kialakítását IV. Keresztély rendelte el 1606-ban. Évente 2,5 millióan keresik fel; nyáron ellepik a napozók, piknikezők és labdázók. A szoborkertként is funkcionáló park nyáron időszaki kiállításoknak is helyet ad. Szintén a belvárosban található a Botanikus kert, amely különösen a Carlsberg alapítója, J. C. Jacobsen által adományozott 19. századi üvegházakról jellegzetes. A város legnagyobb partja az 58 hektáros Fælledparken. Népszerű sporthelyszín, emellett számos eseménynek ad otthont, mint az operaszezont megnyitó ingyenes operaelőadás, más szabadtéri koncertek, karnevál, május 1-jei ünnepségek és a Copenhagen Historic Grand Prix nevű veteránautó-verseny. Történelmi zöldterület a város északi található Kastellet, egy jó állapotban fennmaradt reneszánsz erőd, amely ma elsősorban parkként szolgál. Szintén népszerű a Frederiksberg Have, egy 32 hektáros romantikus angolpark, amely szürke gémeknek és más víziszárnyasoknak is otthont ad. A parkból láthatók a szomszédos Koppenhágai állatkert elefántjai és a Norman Foster által tervezett elefántház.

### Strandok

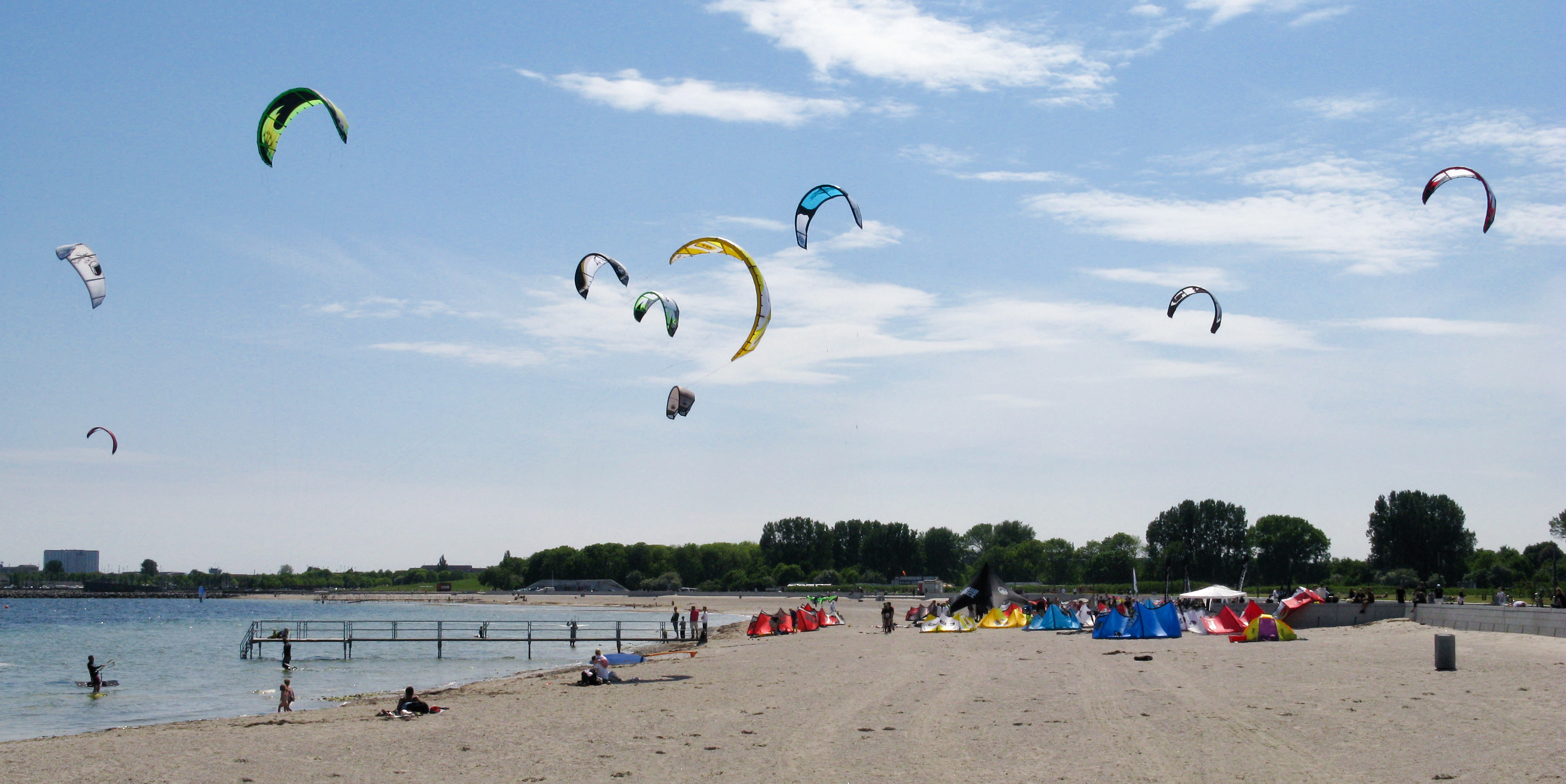
Kitesurfösök az Amager Strandparknál

Koppenhága és környéke három, összesen 8 km hosszú homokos tengerparttal rendelkezik, amelyek kerékpárral fél órán belül elérhetők a városközpontból. Ezek közé tartozik az Amager Strandpark, amelyet 2005-ben nyitottak meg, és többek között egy 2 km hosszú mesterséges szigetből és összesen 4,6 km hosszú strandból áll. A belvárostól kerékpárral 15 perc alatt, metróval néhány perc alatt megközelíthető.
A strandokat kikötői fürdők hálózata egészíti ki a város vízpartjain. Az első és legnépszerűbb ezek közül az Islands Bryggénél található, melynek a kialakítása nemzetközi elismerést aratott.

## Történelem

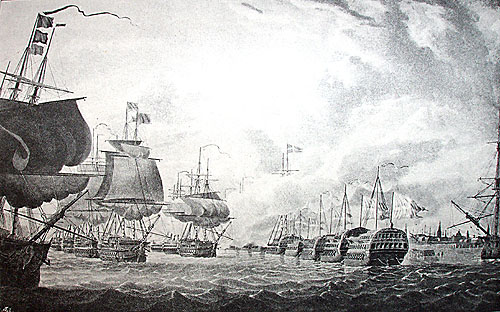
A koppenhágai csata 1801-ben

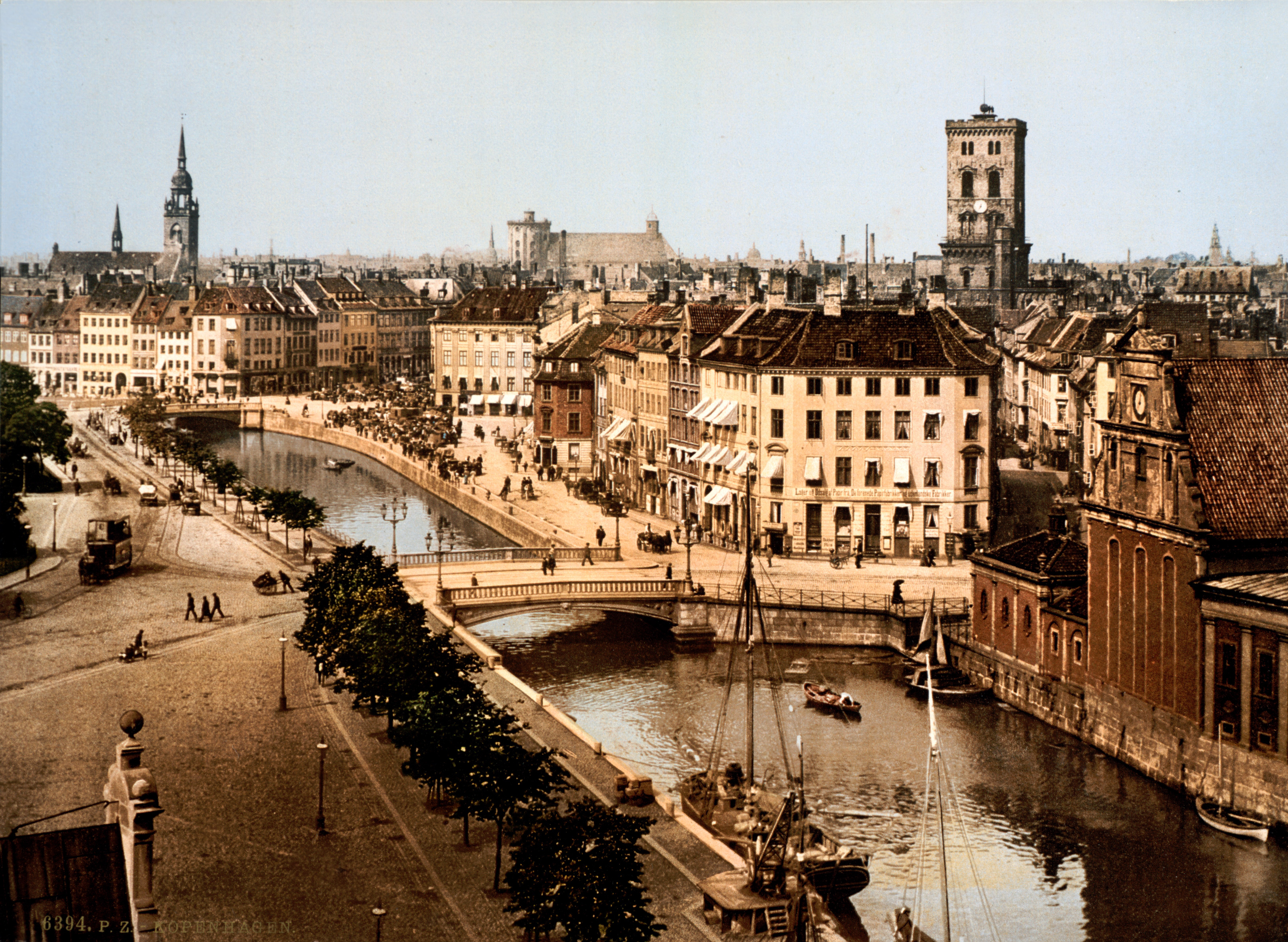
Koppenhága a 19. század végén

### A kezdetektől a fővárossá válásig
Koppenhágát I. Svend dán király és fia, II. Knut alapította 1000 körül. Egyszerű halászfalu volt egészen a 12. századig.
I. Valdemár dán király 1160-ban tanácsadóját, Absalon püspököt (aki abban az időben Roskilde, később pedig Lund érseke volt) bízta meg a feladattal, hogy várost építsen Sjælland keleti partján, az Øresund védelmére. 1160-1167 között Absalon egy kis várat építtetett Slotsholmen szigetén. (A vár 1907-ben feltárt romjai ma is láthatók a Christiansborg palota alatt.) A 12. században a tengerszoros menti stratégiai fekvésének és kiváló kikötőjének köszönhetően gyorsan fejlődött a település: míg Absalon idejében csak egy kis halászfalu volt, 1254-ben már városi kiváltságlevelet kapott Jakob Erlandsen püspöktől.
1369-ben Absalon kis várát megtámadták és lerombolták a Hanza-szövetség csapatai. 1410-ben romjain felépült a Koppenhágai vár, amelynek első királyi lakója Pomerániai VII. Erik lett 1417-ben. 1443-ban Roskilde helyett Koppenhága lett Dánia fővárosa. Kedvező fekvésének köszönhetően jelentősége folyamatosan nőtt mind kereskedelmi kikötőként, mind katonai és politikai központként.

### Fejlődés és csapások
Az első király, akit a városban koronáztak, I. Keresztély, az Oldenburg-ház megalapítója volt 1449-ben. Ő alapította meg Dánia első egyetemét, a Koppenhágai Egyetemet 1479-ben. A reformáció 1536-ban, III. Keresztély uralkodása alatt érte el Dániát és Koppenhágat.
1583-ban jött létre a világ első szórakoztató parkja, a Bakken a várostól északra található Klampenborgban, amikor egy természetes forrást fedeztek fel a Dyrehave (vadaspark) területén. A vidámpark IV. Keresztély (1588-1648) uralkodása alatt épült ki játékokkal és éttermekkel. IV. Keresztély nevéhez egyébként Koppenhága történetének legjelentősebb vállalkozásai fűződnek: ekkor épült többek között a Rosenborg kastély, a Kerek torony, a Børsen (a tőzsde régi épülete), Christianshavn városrész és csatornái, illetve a Kastellet. 1658-69-ben a svédek megostromolták a várost.
A 18. században a város gazdasága fellendült, mivel erősödött az Øresund forgalma, nőttek az adóbevételek és bővült a kereskedelem. A várost azonban több csapás is érte ebben az időszakban. 1711-ben a bubópestis a lakosság csaknem egyharmadát elpusztította. 1728-ban több tűzvész ütött ki, amelyek hatalmas pusztítást végeztek, így mire 1737-ben befejeződött az újjáépítés, Koppenhága középkori arculata jelentős változáson ment keresztül. 1748-ban megnyílt a Dán Királyi Színház, amely azóta folyamatosan ugyanazon a helyen, a Kongens Nytorvon működik.
V. Frigyes király nevéhez főződik Frederiksstaden felépítése 1748-tól kezdve, amellyel az Oldenburg-ház trónra lépésének háromszázadik évfordulójára emlékezett. Az arisztokraták és nemesi családok palotáinak helyet adó vízparti városrész központi eleme az Amalienborg palota, amely ma a dán királyi család rezidenciája. A projekt 1760-ban fejeződött be. Ő alapította az ország első nyilvános, ingyenes kórházát is, amelyet 1757-ben a király születésnapján nyitottak meg. 1794-ben az első Christiansborg palota leégett, ezért VII. Keresztély királynak az Amalienborg palotába kellett költöznie, amely azóta a királyi család állandó lakhelyévé vált.
A napóleoni háborúk során Koppenhága két csatát is elszenvedett. Az első, 1801-es Koppenhágai csatát az angol flottával vívták a város kikötőjében, ahol a dánok súlyos veszteségeket szenvedtek: 2000 ember halt meg és ugyanennyi fogságba esett, és a flotta is súlyos károkat szenvedett. 1807-ben a második Koppenhágai csatában az angolok magát Koppenhágát ágyúzták, ami súlyos károkkal járt a városra nézve.

### A 19. századtól napjainkig
A II. világháború alatt Koppenhága - az ország többi részével együtt - német megszállás alá került.
A világháború óta a város dinamikus fejlődésen ment át, az 1970-es években az ún. ötujjú tervnek megfelelően. 2000 óta Koppenhágát és a svédországi Malmőt a díjköteles Øresund híd köti össze. A hídnak köszönhetően a város egy nagyobb várostérség központja lett, átalakult a közlekedési hálózat, és Amager szigetén jelentős fejlesztések indultak. 2009-ben itt rendezték a COP15 klímakonferenciát.

## Önkormányzat és közigazgatás

Koppenhága és a környező községek

Koppenhága kerületei:
A: Indre By
B: Østerbro
C: Nørrebro
D: Bispebjerg
E: Brønshøj-Husum
F: Vanløse
G: Valby
H: Vesterbro/Kongens Enghave
I: Amager Vest
J: Amager Øst

A szűken vett, félmilliós város közigazgatási szempontból Koppenhága községhez tartozik. Területileg ezen belül, enklávéként helyezkedik el Frederiksberg városa, amely közigazgatásilag önálló községet alkot.

### Kerületek és városrészek
Koppenhága község 10 kerületre oszlik, amelyek közigazgatási, statisztikai és adózási szerepet játszanak. Minden kerületnek van képviselő-testülete, de Indre Bynek – amely Christianshavnt is magába foglalja – kettő van, akárcsak Vesterbro/Kongens Enghavénak (Vesterbro és Kongens Enghave).
| - Amager Vest - Amager Øst - Bispebjerg | - Brønshøj-Husum - Indre By (Belváros) - Nørrebro - Valby | - Vanløse - Vesterbro/Kongens Enghave - Østerbro |

2006-ig 15 kerület volt. Ezen kívül számos nem hivatalos városrész és terület van a városban, például Christiania vagy Ørestad.

## Népesség
A város lakosság 632 ezer fő volt 2020-ban, míg Nagy-Koppenhágáé 1,33 millió fő.
| Lakosok száma | 100 975 | 155 143 | 312 859 | 561 344 | 768 105 | 633 000 | 488 000 | 509 900 | 602 481 | 667 099 |
|               | 1801    | 1860    | 1890    | 1921    | 1950    | 1985    | 1998    | 2008    | 2017    | 2025    |

## Gazdaság
Koppenhága Észak-Európa legsűrűbben lakott területeinek központjában helyezkedik el, és egy dinamikus térség, az Øresund régió gazdasági központja. 300 km-es körzetében 9 millió ember él és dolgozik, így munkaerő tekintetében Skandinávia legjobban ellátott városa.
A város fontos célpontja a nemzetközi cégeknek. Jelenleg több, mint 2200 külföldi vállalat van jelen, és sokan közülük Koppenhágát választották a skandináv térségben való megjelenéshez. 2004-ben a harmadik legtöbb vállalati központot vonzotta az európai városok közül, London és Párizs után. A térség számos technológia-intenzív vállalkozást koncentrál, különösen a gyógyszeripar, a vegyipar, a biotechnológia, valamint az információ-technológia és a telekommunikáció területén.
Lakóinak 32,5%-a rendelkezik felsőfokú végzettséggel, és 80%-uk beszél angolul. A foglalkoztatottak 62,5%-a a tudásintenzív ágazatokban dolgozik, ami európai viszonylatban is egyedülálló. Az egy főre jutó GDP 2004-ben 56 000 euró volt.

### Ötujjú terv

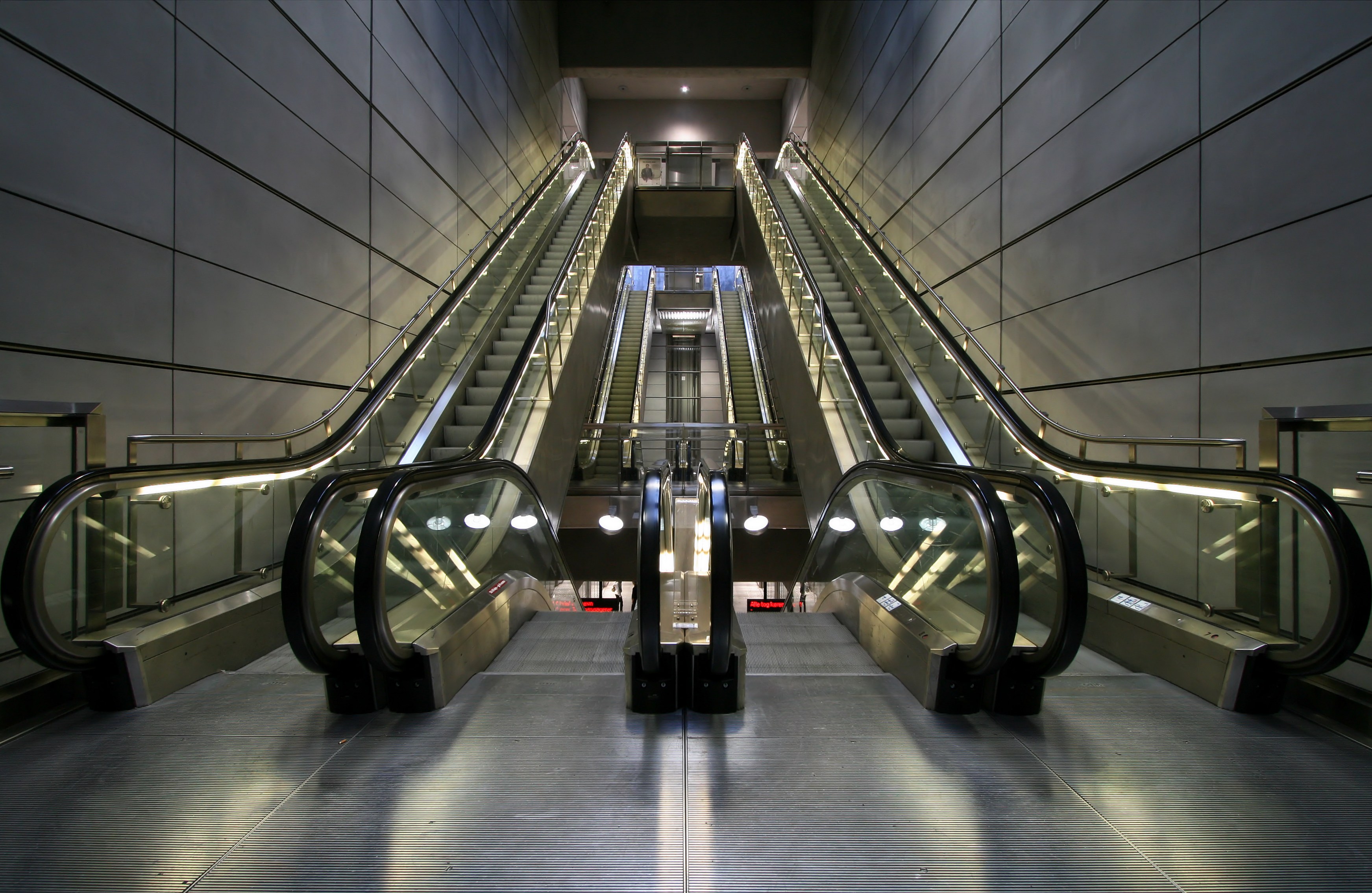
Mozgólépcsők az egyik metróállomáson

## Infrastruktúra

### Közlekedés

#### Közösségi közlekedés

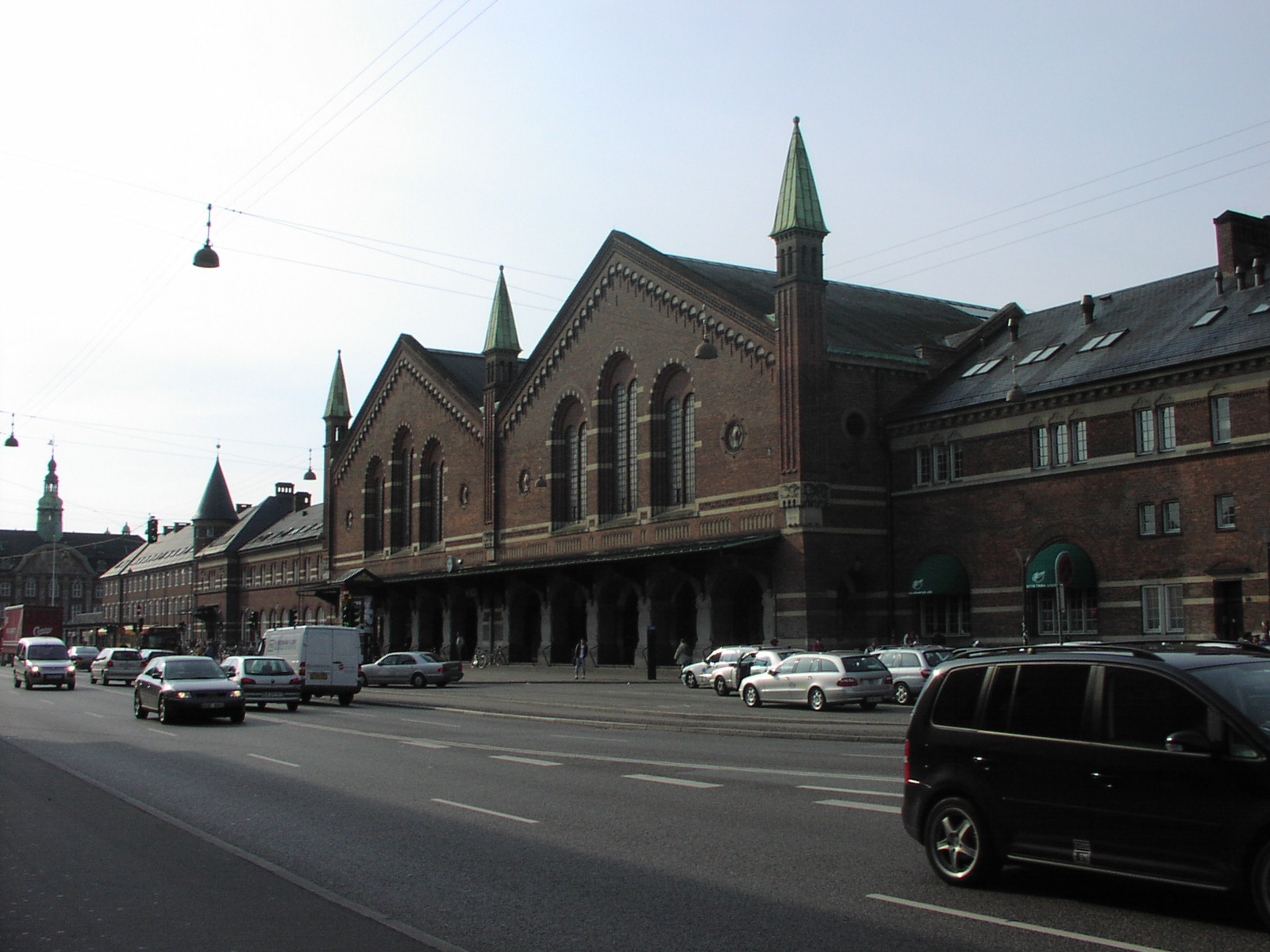
A főpályaudvar keleti oldala

A közösségi közlekedést az elővárosi vasút (S-tog), az autóbuszhálózat és a metró biztosítja.
A hálózat gerincét az S-tog vonalak adják, amelyek a város és agglomerációja nagy részét lefedik, és legfontosabb csomópontjuk a Koppenhága főpályaudvar. Az S-tog hálózatot regionális vasutak egészítik ki, amelyek többek között a repülőteret, Helsingørt és Malmőt is összekötik a várossal. A városnak több skandináv és más európai várossal van közvetlen vasúti összeköttetése.
A 2002-ben átadott és azóta kibővített koppenhágai metrónak jelenleg négy vonala van, amelyeken összesen 44 állomás található. Az M1-es és az M2-es metróvonal Vanløse állomásról indul, és Vestamager, illetve Københavns Lufthavn állomásokig közlekednek. A 2019-ben átadott M3-as metróvonal (Cityringen) körgyűrűként közlekedik a városban, 17 állomást összekötve. 2020 óta a körgyűrű keleti szakaszán, illetve abból északon és délen kiágazva közlekedik az M4-es metró Orientkaj, illetve København Syd állomások között.
Az autóbuszhálózat gerincét az A-bus vonalai adják, melyet a koppenhágai metró 2002-es megnyitásához kapcsolódóan hoztak létre. Ez a hálózat 6 vonalon (1A, 2A, 4A, 6A, 7A, 9A) köti össze a város különböző pontjait. Jelentős továbbá az 5C jelzésű autóbuszvonal, amely a Herlev Hospital megállót köti össze a nemzetközi repülőtérrel; ez a vonal a korábbi 5A jelzésű autóbuszvonalból jött létre 2017-ben.
A kikötőben sűrű menetrend szerint közlekedő, masszív, gyorsjárású vízibuszok (991, 992, 993) élénk utasforgalmat bonyolítanak le az észak–déli tengely mentén.

#### Közúti közlekedés
Koppenhága az európai utak rendszerébe is bekapcsolódik: érinti az E20-as, az E55-ös és az E47-es útvonal. 2000 óta az Øresund híd közvetlen közúti és vasúti összeköttetést biztosít a svédországi Malmö felé.

#### Kerékpáros közlekedés

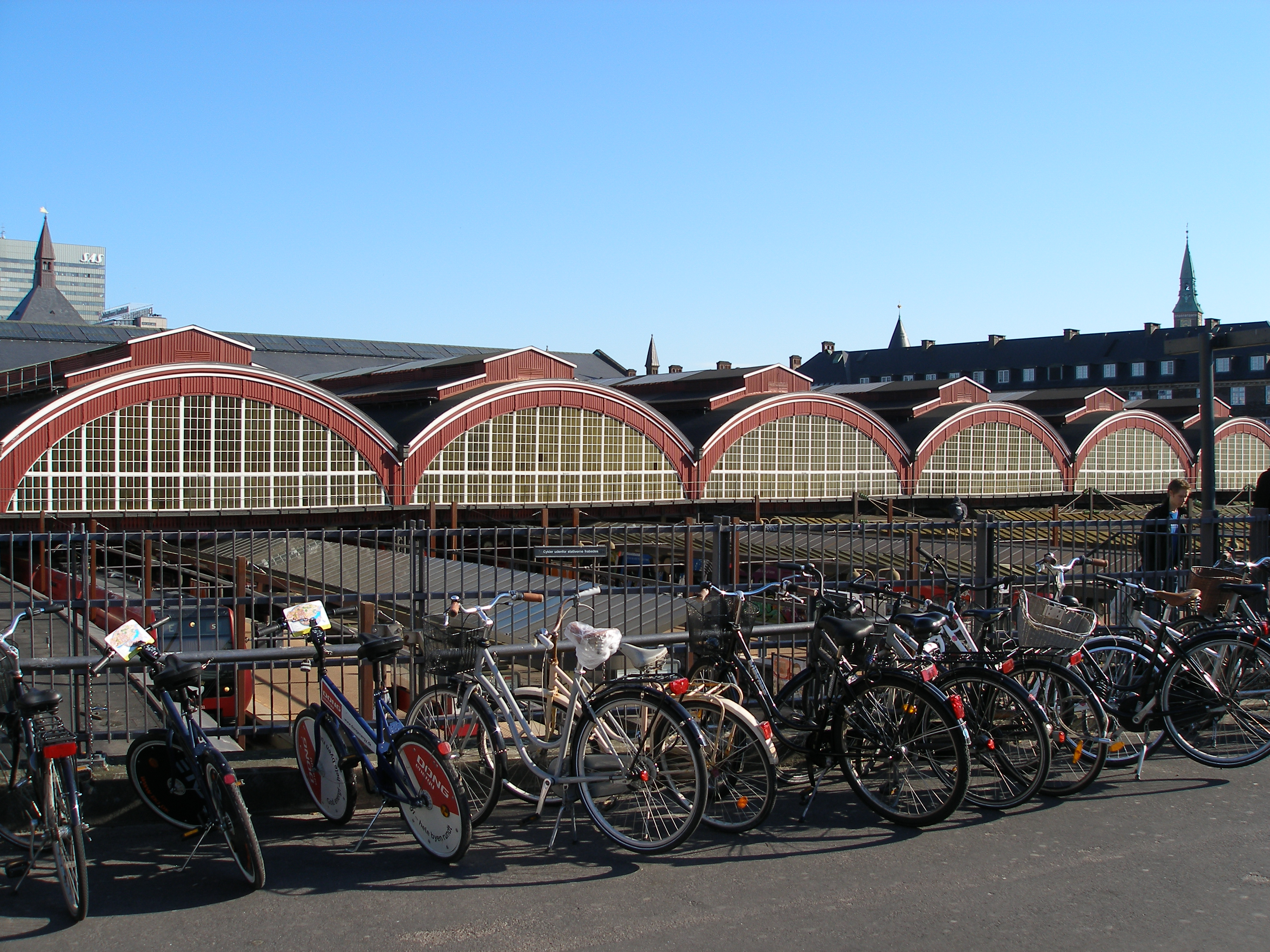
Kerékpárok a főpályaudvarnál

Koppenhágát a világ egyik leginkább kerékpárosbarát városaként ismerik.
A kerékpáros infrastruktúra jól kiépített. Az egyértelműen jelzett kerékpársávok behálózzák az egész várost: összesen 350 km kerékpárút és 40 km zöld kerékpárút (jellemzően parkokban, vízparton vezetett rekreációs célú gyalog- és kerékpárút) áll a közlekedők rendelkezésére. Minden útfelújításnak részét képezi a kerékpáros infrastruktúra kiépítése is. Az önkormányzat nyilvános és ingyenes kerékpárkölcsönző rendszert működtet a belvárosban, a kölcsönzéshez csak egy 20 koronás letétre van szükség, amit a kerékpár leadásakor visszatérítenek.
A fejlett kerékpáros kultúrát jelzi, hogy az emberek 35%-a kerékpárral jár munkába, és a város lakói összesen 1,2 millió kilométert kerékpároznak naponta. A város vezetése azt tűzte ki célul, hogy 2015-re a biciklivel munkába és iskolába járók aránya elérje az 50%-ot. A kerékpározás magas aránya jelentős hasznokkal jár a város számára, például a közlekedésből származó szén-dioxid kibocsátás jóval alacsonyabb mint más hasonló méretű városokban.

#### Repülőterek
Koppenhágának két repülőtere van; a nemzetközi a Koppenhágai repülőtér, ahonnan a világ 129 úticélja érhető el.

#### Kikötő
A várost nemzetközi komp- és hajójáratok is érintik.

## Kultúra
Koppenhága az 1990-es évek vége óta kedves skandináv fővárosból vibráló, nemzetközi jelentőségű központtá fejlődött, amelyet Amszterdammal és Barcelonával említenek egy lapon. Ez az infrastruktúrába és a kultúrába való nagyszabású befektetéseknek, valamint dán építészek, formatervezők és mesterszakácsok egy új, sikeres generációjának köszönhető.

## Turizmus
Koppenhága főbb nevezetességei:

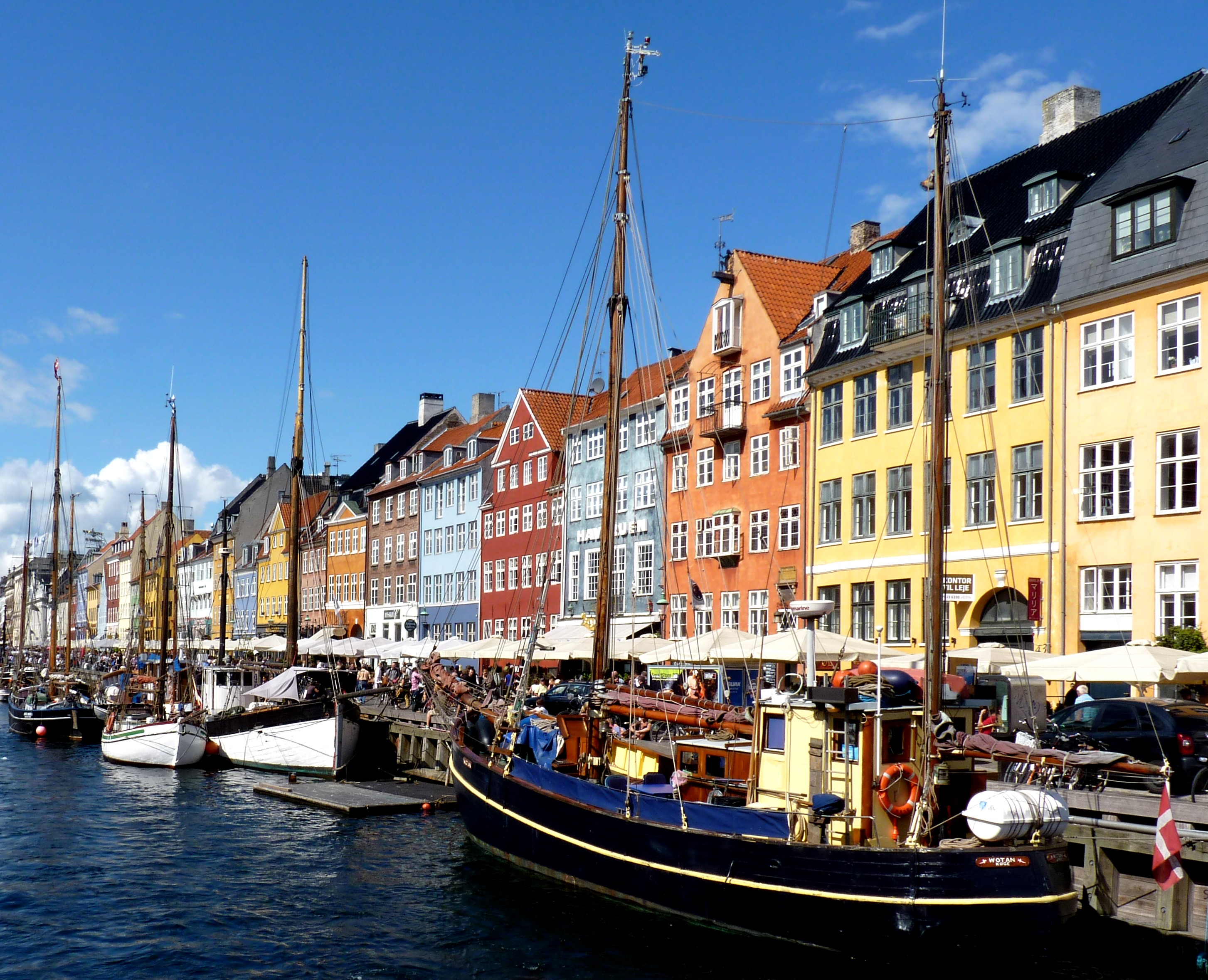
Nyhavn

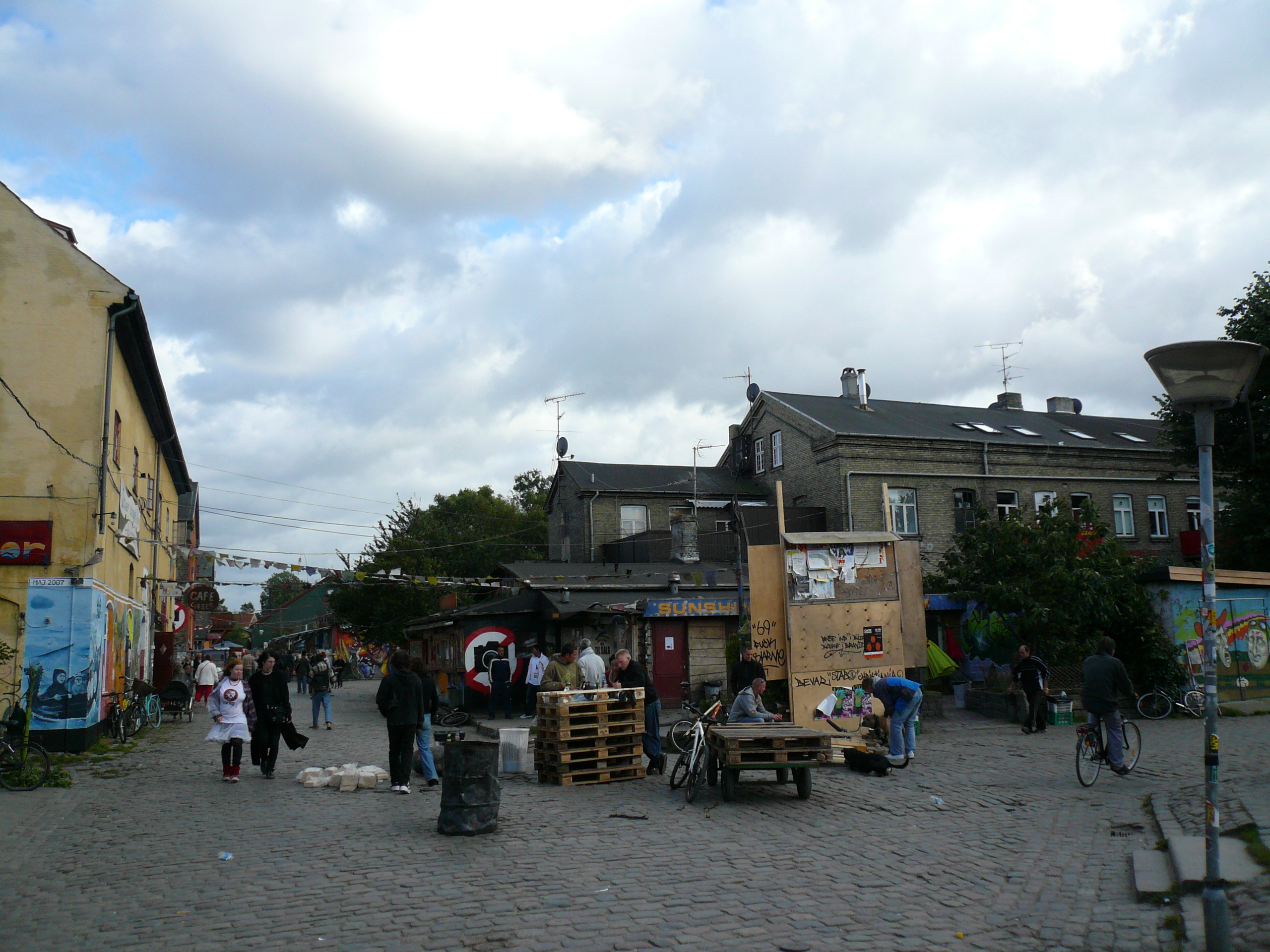
Christiania egyik utcája

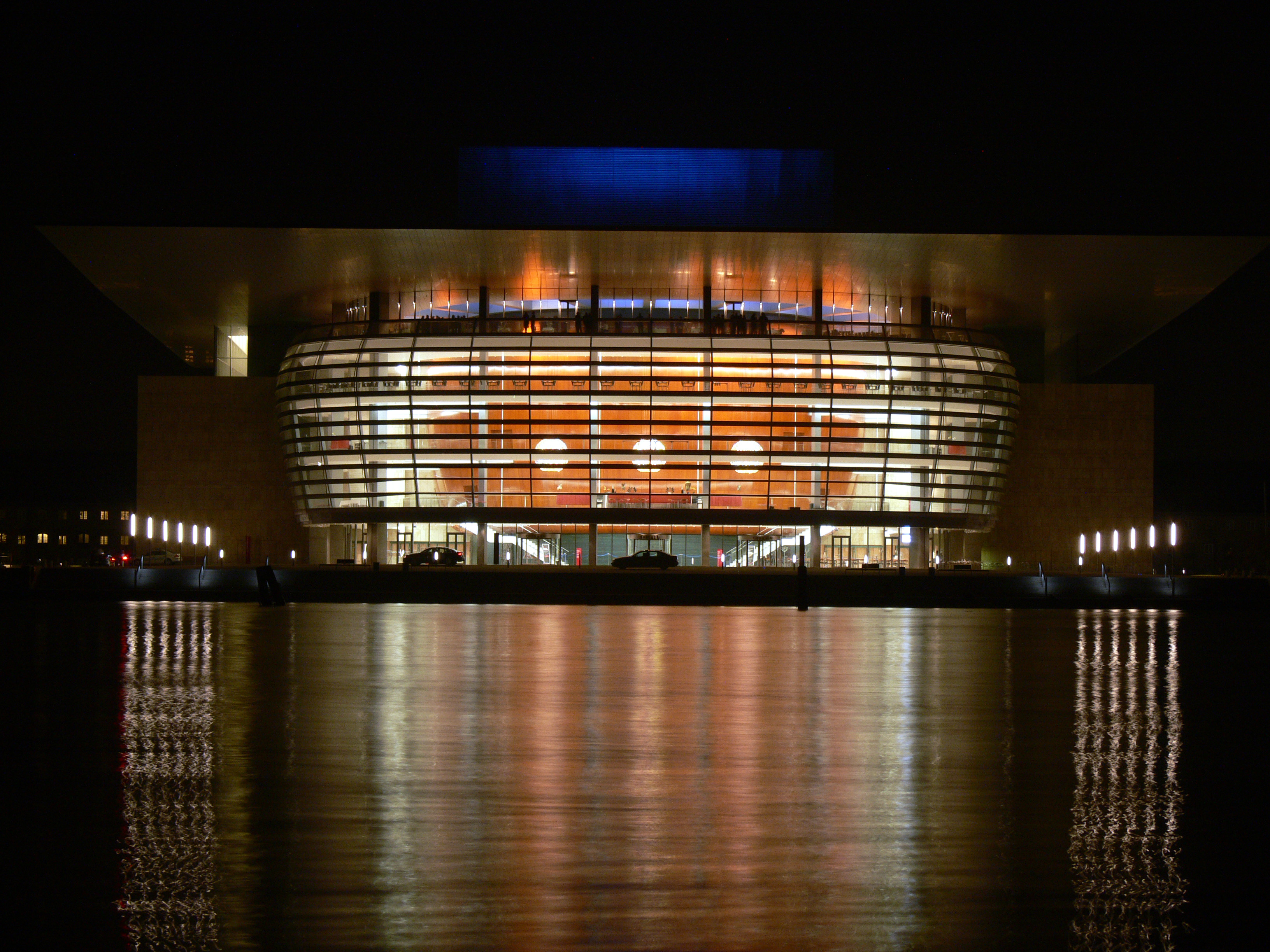
Az operaház a kikötő felől, este

- Amalienborg palota: a dán királyi család téli rezidenciája.
- Christiania: egy részleges önkormányzattal bíró városrész, hippinegyed.
- Christiansborg palota: a dán parlamentnek is helyet adó épület főként a királyi fogadószobákról nevezetes.
- Kastellet: ötszög alaprajzú erődítmény, az egyik legjobb állapotban megmaradt hasonló építmény Észak-Európában.
- A kis hableány: az Andersen meséje által ihletett szobor a koppenhágai kikötőben a város egyik szimbóluma.
- Koppenhágai Operaház: a világ egyik legmodernebb operaháza magánadományból épült.
- Nyhavn: népszerű hely kedves házakkal egy kikötőöböl körül.
- Rosenborg kastély: egy apró kastély Koppenhága közepén, egykori királyi rezidencia, itt őrzik a koronaékszereket
- Strøget: Koppenhága sétáló- és bevásárlóutcája, a maga nemében a leghosszabb a világon.
- Tivoli: régi és közkedvelt vidámpark.

## Sport
Koppenhága számos sportegyesülettel büszkélkedhet. A város két leghíresebb labdarúgócsapata a Brøndby IF (melynek otthona a Brøndby stadion Brøndbyben) és az FC København (pályája az østerbrói Parken Stadion). A másodosztályban is játszanak koppenhágai csapatok, köztük a Lyngby BK, az AB és a Frem.

## Személyek
- Itt született Bertel Thorvaldsen (1768–1844), klasszicista szobrász
- Itt született és élt Søren Kierkegaard (1813–1855), filozófus
- Itt született Martin Andersen Nexø (1869–1954), író
- Itt tanult Karen Blixen (1885–1962), írónő
- Itt született és élt Niels Bohr (1885–1962), Nobel-díjas fizikus
- Itt született és élt Louis Hjelmslev (1899–1965), nyelvész
- Itt született és élt Aage Niels Bohr (1922–2009), Nobel-díjas fizikus
- Itt született Lars von Trier (1956), filmrendező
- Itt született Giancarlo Esposito (1958), színész
- Itt született Ólafur Elíasson izlandi-dán képzőművész (1967)

## Testvérvárosok és partnervárosok
Koppenhága a következő városokkal írt alá partnerségi megállapodást:
| - Peking, Kína - Berlin, Németország - Párizs, Franciaország | - Reykjavík, Izland - Campeche, Mexikó |